# Maya Watanabe
Maya Watanabe (Lima, 1983) es una artista visual y cineasta peruana. Su obra artística, principalmente videoinstalaciones y videoarte, se ha mostrado tanto a nivel nacional como internacional. Ha recibido premios en Brasil y España.

## Formación
Watanabe estudió en la Facultad de Arte de la Pontificia Universidad Católica del Perú, en la Escuela de Bellas Artes y Arquitectura de la Universidad Europea de Madrid y en el Dutch Art Institute, Arnhem, en Países Bajos. Actualmente enseña en la Rietveld Academie y es estudiante de investigación de doctorado en el Departamento de Culturas Visuales - Goldsmiths, Universidad de Londres.

## Características de su obra
Maya Watanabe ha realizado gran parte de su trabajo en formato de videoinstalación, mediante el uso de dos o tres proyecciones en simultáneo. Sus primeras obras tenían varias referencias al cine e incluían la participación de actores. Según el periodista peruano José-Carlos Mariátegui, los videos de Watanabe parten de historias extraídas de la realidad —muchas veces a partir de textos o elementos verbales—, pero que se trasladan al universo audiovisual a través de la construcción de narrativas con elementos de fantasía a tal punto que acercan a los espectadores a una realidad distinta.
Desde sus inicios, la obra de Watanabe abordó el tema de la identidad desde diferentes enfoques y a través del video como medio de producción artística. Sus proyectos suelen requerir de una profunda gestación intelectual, ya que desafían los parámetros de las artes visuales y lo cinematográfico. Su trabajo la ha hecho merecedora al premio del 19.º Festival de Arte Contemporáneo Sesc_Videobrasil, 2015; y del Videoakt International Videoart Biennial, Barcelona, 2011.

## Exposiciones

### Individuales
Sus obras han sido presentadas desde el 2005 en más de dieciocho exposiciones, tanto nacionales como internaciones. Entre las obras más recientes, del 2021, se encuentran Liminal (De Pont, Tillburg); Estados suspendidos (Kyoto Art Center, Kyoto) y No Name (Tegenboschvanvreden, Ámsterdam).
Parte de sus exhibiciones individuales también incluyen: Earthquakes, Kyoto Art Center, Kioto, 2017; El Péndulo, Museo de la Memoria y los Derechos Humanos, Santiago de Chile, 2016; Escenarios, Galería 80m2 Livia Benavides, Lima, 2014; El Péndulo, Matadero Centro de Creación Contemporánea, Madrid, 2014; y Paisajes, Sala Luis Miró Quesada Garland, Lima, 2013.

#### Escenarios(2014)
En su obra Escenarios realizada en 2014, Watanabe realizó un proceso de investigación en base a los testimonios de la Comisión de la Verdad y Reconciliación. En un primer momento, intentó usar aquellas declaraciones recogidas en las audiencias públicas, pero no lograba encontrar la manera. Posteriormente, decide abordar ese tema desde una perspectiva que consideraba más honesta. Al respecto, la artista comento que "eso es esta muestra: imágenes medio perdidas en mi memoria personal, pero que a la vez son parte de una memoria colectiva".

#### Liminal(2019)
Su proyecto de videoinstalación Liminal se basó en una investigación realizada sobre 6.000 fosas comunes no exhumadas y más de 16.000 personas desaparecidas, producto del conflicto armado interno en Perú. La muestra se ha exhibido en La Casa Encendida en Madrid, en el Museo de Pont en Tillburg, en el Rose Art Museum en la Universidad Brandeis de Massachusetts y en el Museo de Arte de Lima en 2019.

### Grupales
Maya Watanabe ha participado en numerosas exhibiciones colectivas y festivales de video, entre los cuales destacan: Monitoring, Das Fridericianum, Kassel, 2016, Frozen worl of the familiar stranger, Kadist Foundation, San Francisco, 2016; Khoj, Nueva Delhi, 2016; Poéticas del resto II Melancolías de la violencia en la obra de Maya Watanabe y Giancarlo Scaglia, MICROMUSEO “Al fondo hay sitio”, Callao Monumental, 2016; 4x5-Coleccionistas, creadoras y narrativas audiovisuales, Museo Patio Herreriano, Valladolid, 2016; Do Disturb, Palais de Tokyo, París, 2015; Centro Centro, Centro Cibeles, Madrid, 2015; 19.º Festival de Arte Contemporánea Sesc_Videobrasil Panoramas do Sul, Sao Paulo, 2015; Festival Internacional del Nuevo Cine Latinoamericano, La Habana, 2013; Del Insilio al Exilio, Transitio MX, Espacio Alameda, Ciudad de México, 2009; e Intervenciones TV, Madrid Abierto 08, Centro Cultural Montehermoso-La Casa Encendida, Madrid, 2008.